# Теуво Кохонен
Те́уво Ка́леві Ко́хонен (11 липня 1934 — 13 грудня 2021) — видатний фінський вчений у області штучних нейронних мереж і машинного навчання, академік, заслужений професор Академії наук Фінляндії.

## Біографія
У 1957 році закінчив технологічний університет в Гельсінкі і отримав ступінь магістра. У 1960 він став ліценціатом технології, а у 1962 році отримав ступінь доктора філософії.
З 1957 по 1959 рік він працював асистентом викладача фізики у Гельсінському технологічному університеті, у 1963—1965 рр. — доцентом, а у 1965—1993 професором фізики
У 1960 році, працюючи на факультеті фізики технологічного університету в Гельсінкі, Кохонен брав участь у створенні першої у Фінляндії ЕОМ Reflac (Reflex Aritmetics Computer). Машина була частиною великої програми досліджень, з розробки систем комп'ютерного управління виробничого процесу. Reflac містила у загальній складності близько 1 200 транзисторів. Для її програмування було розроблено спеціальну мову Egon Cronhjortin. Зараз Reflac знаходиться в музеї кафедри комп'ютерних технологій технологічного університету.
В період 1975—1978 и 1980—1999 роки Кохонен був професором Академії наук Фінляндії.
Впродовж більшої частини своєї наукової діяльності Кохонен керував роботою дослідницького центру нейронних мереж технологічного університету у Гельсінкі. Цей центр було засновано при Академії наук Фінляндії спеціально для проведення наукових досліджень, пов'язаних з розробками Кохонена. Коли Кохонен завершив активну наукову роботу, центр було перейменовано в Центр адаптивних інформаційних досліджень, зараз його очолює Еркі Ойя.
Тойво Кохонена було обрано першим віце-президентом Міжнародної асоціації розпізнавання образів у 1982—1984 рр. У 1991 році він став першим президентом Європейського суспільства нейронних мереж.
У березні 2000 року його було обрано почесним академіком Академії наук Фінляндії.

## Наукові досягнення
Кохонен зробив вагомий внесок у дослідження штучних нейронних мереж. Зокрема, займався розробленням фундаментальної теорії асоціативної пам'яті, запропонував алгоритм керованого навчання для мереж векторного квантування, оригінальні алгоритми обробки символьної інформації, такі як надлишкова хеш-адресація та інші.
Найбільш відомі твори Кохонена — особливий вид нейронних мереж, відомих як самоорганізаційні Карти Кохонена, які використовуються для вирішення задач кластерізації даних. Крім карт Кохонена існує цілий клас нейромереж — нейронні мережі Кохонена, основним елементом якої є шар Кохонена.
Т. Кохонен — автор більш ніж 300 публікацій і 4 монографій.

## Нагороди
За видатні досягнення у науці Кохонен отримав багато нагород і почесних звань, у тому числі:
- IEEE Neural Networks Council Pioneer Award (1991);
- Technical Achievement Award of the IEEE Signal Processing Society (1995);
- Frank Rosenblatt Technical Field Award (2008);